# Паламида
Паламида (Cirsium) е род обикновено високи двугодишни, по-често многогодишни треви от семейство Сложноцветни. Съществуват около 200 вида в Европа и Азия.около 200 В България има около 14 вида. Срещат се из ниви, ливади, пасища и др. Някои видове са медоносни, други са опасни плевели. Най-разпространена е полската паламида. Унищожават се с хербициди.